# 谷地

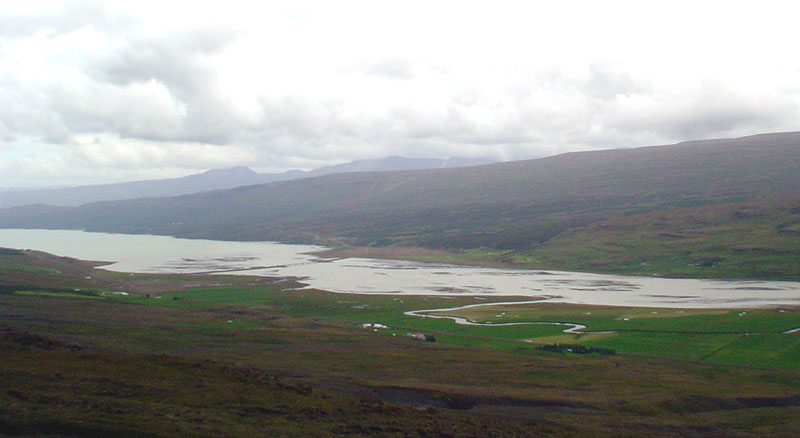
冰島東面的溪谷。

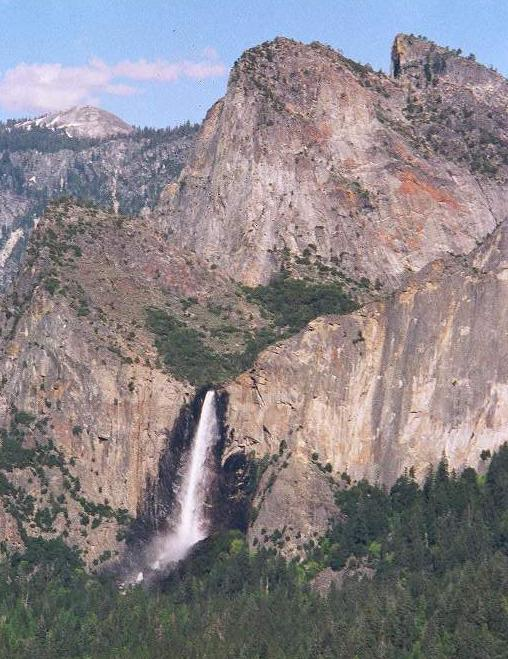
優勝美地國家公園的新娘面纱瀑布就是懸谷。

谷、谷地，由两侧正地形夹峙的狭长负地形，常有坡面径流、河流、湖泊发育，陡峻的谷地可能有泥石流，在等高线地形图上表现为一组向高处突出的等高线。

## 类型
- 山谷：
  - 通谷：指原本有分水嶺相隔的兩河川，經過河川襲奪後，形成一條貫通的谷地。
  - 溪谷：指小的谷地，两侧为山丘或小山丘，中间为泉水或溪流构成的地形；此类地形分布于岗地、低山丘陵地区，多表现为小的山坡地形。常作小范围内区域对地形的描述。
  - 河谷：两侧由山脉或大山、中间为河流构成的地形。河谷多位于丘陵、山区，河谷地形构成“河谷平原”，河谷平原的地势较平坦，中间的河道水流平缓。
- 峡谷：二侧由陡峭的山峰、山脉、高原边缘。根据形态可细分为V形谷和U形谷。
- 冰蝕谷（冰川）：
  - 懸谷：指冰蝕速度在主流較於支流快速，形成支流懸在主流的河崖上，呈現支流是以瀑布流入主流。
  - 冰斗：又稱圍谷、圈谷，指冰河在潛移過程中，將表土上碎屑、粗礫挾帶著移動，因此產生磨擦侵蝕，直到冰河完全退去後，留下近似圓狀的谷地。
- 斷層谷：指斷層作用下，形成一道與斷層線平行的谷地。

## 各种地的成因

### 地堑成谷
也稱「裂谷」，当地球板块拉开时，两块板块之间的缝隙会逐渐拉大（大约一年就几厘米），并逐渐形成一片低地，这低地会逐渐继续拉大成为谷地。

#### 例子
- 东非大裂谷
- 死海盆地
- 关中盆地
- 梅扎马火山口

### 背斜成谷
当板块挤压并褶皱时，突出的岩层会逐渐被侵蚀。软的岩层（例如页岩）会被侵蚀得比硬岩石（例如花岗岩）快一些。背斜核部软岩石脆弱，易受外力侵蚀成谷。

#### 例子
- 麋鹿盆地（英语：Elk Basin）
- 尼塔尼谷（英语：Nittany Valley）

### 向斜成谷
由于板块挤压，有些板块边缘会出现高低不平，低的地区成为了向斜谷地。

#### 例子
- 粉河盆地（英语：Powder River Basin）
- 彩虹盆地（英语：Rainbow Basin）